# Burnaby (circonscription britanno-colombienne)
Pour les articles homonymes, voir Burnaby (homonymie).
Circonscription électorale provinciale du Canada
Burnaby est une ancienne circonscription provinciale de la Colombie-Britannique représentée à l'Assemblée législative de la Colombie-Britannique de 1924 à 1966.

## Géographie
La circonscription représente la ville de Burnaby et ses environs. 

## Liste des députés
1924-1956
| Législature                     | Années                          | Député                          | Député                          | Parti                           |
| Burnaby Issue de Vancouver City | Burnaby Issue de Vancouver City | Burnaby Issue de Vancouver City | Burnaby Issue de Vancouver City | Burnaby Issue de Vancouver City |
| ------------------------------- | ------------------------------- | ------------------------------- | ------------------------------- | ------------------------------- |
| 16e                             | 1924–1928                       |                                 | Francis Aubrey Browne           | Travailliste (en)               |
| 17e                             | 1928–1933                       |                                 | William Robert Rutledge         | Conservateur                    |
| 18e                             | 1933–1937                       |                                 | Ernest Edward Winch             | Social-démocrate                |
| 19e                             | 1937–1941                       |                                 | Ernest Edward Winch             | Social-démocrate                |
| 20e                             | 1941–1945                       |                                 | Ernest Edward Winch             | Social-démocrate                |
| 21e                             | 1945–1949                       |                                 | Ernest Edward Winch             | Social-démocrate                |
| 22e                             | 1949–1952                       |                                 | Ernest Edward Winch             | Social-démocrate                |
| 23e                             | 1952–1953                       |                                 | Ernest Edward Winch             | Social-démocrate                |
| 24e                             | 1953–1956                       |                                 | Ernest Edward Winch             | Social-démocrate                |

1956-1966
| Législature                                                                         | Années    | Député | Député                       | Parti            | Député | Député         | Parti            |
| ----------------------------------------------------------------------------------- | --------- | ------ | ---------------------------- | ---------------- | ------ | -------------- | ---------------- |
| 25e                                                                                 | 1956–1957 |        | Ernest Edward Winch          | Social-démocrate |        | Gordon Dowding | Social-démocrate |
| 25e                                                                                 | 1957-1960 |        | Cedric Cox                   | Social-démocrate |        | Gordon Dowding | Social-démocrate |
| 26e                                                                                 | 1960–1963 |        | Cedric Cox                   | Social-démocrate |        | Gordon Dowding | Social-démocrate |
| 27e                                                                                 | 1963–1966 |        | Charles Willoughby MacSorley | Créditiste       |        | Gordon Dowding | Social-démocrate |
| Circonscription abolie, voir : Burnaby-Edmonds, Burnaby-Willingdon et Burnaby North |           |        |                              |                  |        |                |                  |

## Résultats électoraux
1956-1966
1924-1956